# Мирёнское сельское поселение
Мирёнское се́льское поселе́ние (чув. Мирёнки ял тӑрӑхӗ) — муниципальное образование в Алатырском районе Чувашской Республики Российской Федерации.
Административный центр — село Мирёнки.

## История
Статус и границы сельского поселения установлены Законом Чувашской Республики от 24 ноября 2004 года № 37 «Об установлении границ муниципальных образований Чувашской Республики и наделении их статусом городского, сельского поселения, муниципального района и городского округа».

## Население
| 2010 | 2012  | 2013  | 2014 | 2015 | 2016 | 2017 |
| ---- | ----- | ----- | ---- | ---- | ---- | ---- |
| 1081 | ↘1036 | ↘1026 | ↘986 | ↗989 | ↘972 | ↘954 |
| 2018 | 2019  | 2020  | 2021 |      |      |      |
| ↘942 | ↘918  | ↘898  | ↘870 |      |      |      |

## Состав сельского поселения
| № | Населённый пункт | Тип населённого пункта       | Население |
| - | ---------------- | ---------------------------- | --------- |
| 1 | Мирёнки          | село, административный центр | ↘640      |
| 2 | Явлеи            | село                         | ↘389      |